# Argyroxiphium virescens
Argyroxiphium virescens (englischer Trivialname: „Maui Greensword“) ist eine ausgestorbene Pflanzenart, die im Osten der hawaiischen Insel Maui endemisch war. Sie kam in halbtrockenen oder feuchten Wäldern in Höhenlagen zwischen 1600 und 2300 m am Osthang des Haleakalā-Vulkans und in Koolau Gap vor. Die Art war vermutlich nahe mit den Silberschwerter-Arten Argyroxiphium kauense und Argyroxiphium grayanum verwandt.

## Beschreibung
Argyroxiphium virescens war ein „Schopfbaum“, ähnlich Lobelia rhynchopetalum oder Senecio keniodendron mit einem unverzweigten Stamm, der in einem bis zu 1,5 Meter hohen Blütenstand endete. Die grünen Laubblätter waren linearisch-schwertförmig, abgeflacht, fünf- bis neunnervig, 3,5 bis 6,5 Millimeter breit und 17 bis 30 Zentimeter lang. Die Blütezeit war im August. Der ährige Blütenstand bestand aus 20 bis 120 Blütenkörbchen. Es wurden acht bis elf Millimeter lange Achänen gebildet.
Die Pflanzen der Gattung Argyroxiphium brauchen gewöhnlich einige Jahre, bis die Rosetten der „Schopfbäume“ genügend Energie angesammelt haben, um einen Blütenstand zu produzieren. Nach der Blütenbildung und der Reife der Früchte sterben die „Schopfbäume“ ab, was bei Pflanzen mit einer einzigen Rosette den Tod bedeutet und vermutlich auch auf Argyroxiphium virescens zutraf.

## Aussterben
Der Grund für das Aussterben der Art war vermutlich Überweidung durch Rinder, Schweine und Ziegen. Das letzte Exemplar wurde 1945 gesehen.
1989 wurde in der Umgebung des ehemaligen Verbreitungsgebietes von Argyroxiphium virescens eine Pflanze gefunden, die möglicherweise eine Hybride aus dieser Art und Argyroxiphium sandwicense macrocephalum war. Diese mutmaßliche Hybride starb jedoch 1996 in der Kultur.